# Pogány Ödön (orvos)
Pogány Ödön, születési és 1899-ig használt nevén Pollák Ödön (Devecser, 1886. február 3. – Budapest, 1967. július 26.) fül-orr-gégész, egyetemi tanár, az orvostudományok kandidátusa (1952).

## Élete
Pollák József (1848–1921) királyi tanácsos, Veszprém vármegye tiszteletbeli főorvosa és Sauer Rozália (1855–1925) gyermekeként született zsidó családban. Tanulmányait a Budapesti Tudományegyetemen végezte, ahol 1908 októberében avatták orvosdoktorrá. 1908 és 1911 között a Budapesti Tudományegyetem Fülorvosi tanszékén dolgozott gyakornokként. 1912–19-ben a Pesti Izraelita Hitközség Szabolcs utcai Kórháza fülészeti osztályának alorvosa volt. Az első világháborút végigszolgálta és ezredorvosként szerelt le. 1919 januárjában kinevezték az Újpesti Gyermekkórház fülorvosává. A Tanácsköztársaság alatti baloldali magatartása miatt megfosztották állásától. 1921-től a Bíró Dániel Kórház fülészeti konziliáriusaként működött, illetve az Újságírók Szanatórium Egyesületének szakorvosa volt. Az 1930-as évek elejétől a Pesti Chevra Kadisa Szeretetkórházának fülészeti osztályát vezette, majd a második világháború után néhány évig a kórház igazgatói tisztségét is betöltötte. A két világháború között megválasztották az Izraelita Siketnémák Országos Intézetének tiszteletbeli fülorvosává és részt vett a Keresetképtelen Orvosokat Segélyző Egyesület megalapításában, valamint elnöke volt a Budapesti Királyi Orvosegyesület Otológiai Szakosztályának.
1947-ben kezdeményezésére indult meg az Országos Társadalombiztosító Intézet keretein belül a hazai otoneurológiai szakrendelés. Ugyanebben az évben a Pázmány Péter Tudományegyetemen a Hallószerv funkcionális vizsgálata és ennek általános diagnosztikai jelentősége című tárgykörből magántanárrá habilitálták. 1952-ben a Tudományos Minősítő Bizottság az orvostudományok kandidátusává nyilvánította. 1947 és 1953 között a Budapest Főváros Tanácsa Csengery-utcai Rendelőintézetének Otoneurológiai Osztályának elindítója, megszervezője és vezetője volt. 1953 és 1967 között az Országos Idegsebészeti Tudományos Intézet otoneurológiai osztályát vezette. 1964-ben Budapesten megszervezte az otoneurológiai nemzetközi szimpóziumot. A Fül- orr- gégegyógyászat című folyóirat szerkesztőbizottságának örökös tagjának választották. Két könyve és számos dolgozata jelent meg.
A Kozma utcai izraelita temetőben helyezték nyugalomra, ahol Fisch Henrik főrabbi búcsúztatta. Sírjánál Zoltán Imre nőgyógyász, egyetemi tanár méltatta munkásságát, majd Alföldy Jenő szólt a tanítványok nevében.
Felesége Wilheim Róza (1893–1956) volt, Wilheim Adolf és Deutsch Ilona lánya, akit 1914. augusztus 9-én Budapesten, az Erzsébetvárosban vett nőül.

## Főbb művei
- Adatok a complicált otogen agytályogok kórisméjéhez (Budapesti Orvosi Újság, 1916, 11.)
- A sziklacsont néhány anatómiai rendellenessége a fülsebészet szempontjából (Orvosi Hetilap, 1919, 31.)
- Az otogen differential-diagnosis szerepe az általános orvosi gyakorlatban (Budapesti Orvosi Újság, 1919, 19–20.)
- Recidiváló otogen meningitis esete (Gyógyász, 1925, 32.)
- A bursa pharyngea idült gennyes megbetegedése (Gyógyászat, 1926, 32.)
- A labyrintus vizsgálatok különös tekintettel a központi idegrendszer megbetegedéseire (Budapest, 1929, 2. kiadás: Budapest, 1935)
- Az orrhurut-nátha (Jó Egészség, 1934, 1–2)
- A vegetatív idegrendszer és a hallószerv (Budapest, 1947)
- Az „encephalopathias” nystagmusok kórtana (Szemészet, 1950, 4.)
- A fülzúgás (Orvosi Hetilap, 1952, 15.)
- Adatok a koponya-traumák késői neurovegetatív tüneteihez. Kaufman Irénnel. (Orvosi Hetilap, 1953, 36.)
- A vestibularis izgatás szerepe a blepharoelonus létrejöttében (Szemészet, 1955, 2.)
- A magassági szédülés (Orvosi Hetilap, 1955, 33.)
- Adatok a nystagmus retractorius pathophysiologiájához és pathomechanizmusához. Gál Pállal és Kepes Jánossal. (Orvosi Hetilap, 1957, 21.)
- Kétoldali teljes siketségct okozó metastatisáló glioblastoma. Kepes Jánossal. (Gyógyászat, 1957)
- Gyermekkori infratentoralis tumorok otoneurológiai vonatkozásai. Marek Péterrel és Szénásy Józseffel. (Orvosi Hetilap, 1962, 20.)
- Hőgyes Endre szerepe a vestibularis kutatásban (Orvosi Hetilap, 1963, 47.)

## Díjai, elismerései
- Kiváló orvos (1955)
- Munka Érdemrend arany fokozata (1966)[7]